# Paolo Conte al cinema
Paolo Conte al cinema è un album raccolta pubblicato nel 1990 dalla Mercury che contiene brani composti dal cantautore Paolo Conte ed apparsi in pellicole cinematografiche o spettacoli teatrali.

## Tracce[1]

### Lato A
dallo spettacolo teatrale Corto Maltese (BMG Ariola Musica)
1. Le tam tam du paradis (canta Athina Cenci) - 2:01
2. Le tam tam du paradis (strumentale) - 4:35
3. Souriez (strumentale) - 2:19
dal film Tu mi turbi (BMG Ariola Musica)
4. Via con me (canta Roberto Benigni) - 3:21
5. Le chic et le charme (canta Paolo Conte) - 4:53
dal film Aurelia (BMG Ariola Musica)
6. Uomo camion (strumentale)   3'21"

### Lato B
dal film Amore in prima classe (BMG Ariola)
1. Locomotor (corale) - 3:46
dal film Scherzo del destino in agguato dietro l'angolo come un brigante da strada (BMG Ariola/Sugarmusic/L'Alternativa)
2. Hesitation (strumentale) - 3:02
dal film Di professione farabutto (BMG Ariola)
3. Baby doll (strumentale) - 1:22
4. Provvisory house (strumentale) - 2:11
dallo spettacolo teatrale Varietà in varie età (BMG Ariola)
5. Gratis (corale) 2:26